# Лазарь Муромский
Ла́зарь Му́ромский (также известен как Ла́зарь Му́рманский; 1286 (?) — 1391) — основатель Муромского Свято-Успенского монастыря на восточном берегу Онежского озера, почитается Русской Церковью в лике преподобных, память совершается 8 (21) марта.

## Биография
В тексте своего духовного завещания Лазарь Муромский называет себя римским уроженцем, постриженником Высокогорного монастыря. Как установил Олег Ульянов, направился на Русь из греческого монастыря Santa Prassede в Риме.
Проживал в новгородской монашеской общине муромского епископа Василия.

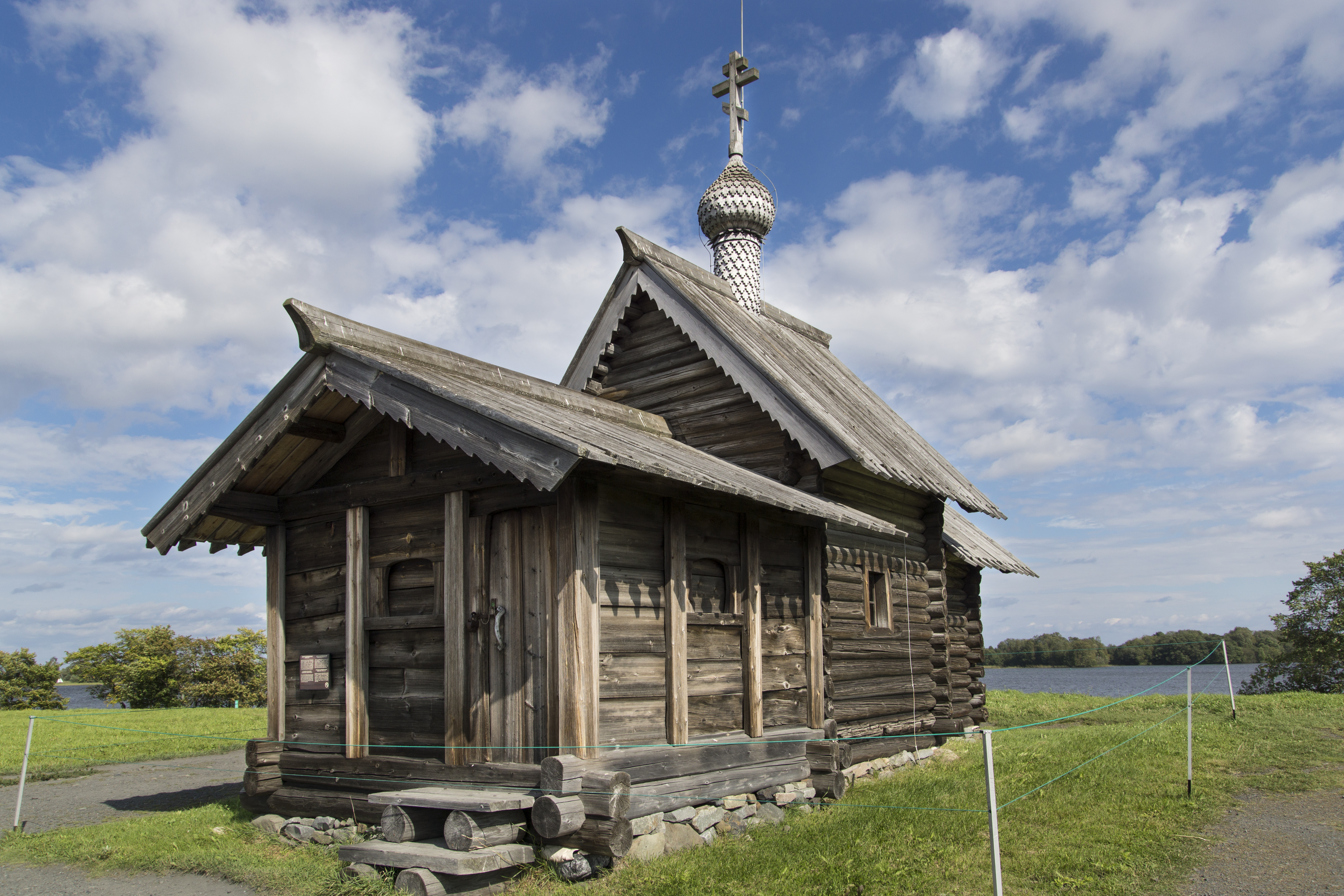
Церковь Воскрешения Лазаря в Кижах

В 1352 году переселился на необитаемый полуостров Мучь на Онежском озере, где просвещал Евангелием лопарей, некоторые из них приняли иночество в основанной им обители.
Скончался в 1391 году в возрасте 105 лет. Погребён в основанной им обители.
По преданию, преподобный Лазарь собственными руками построил небольшую деревянную церковь, сохранившуюся до наших дней. В 1959 году она была перевезена из Муромского монастыря на остров Кижи и включена в состав Государственного музея-заповедника. Церковь Воскрешения Лазаря считается наиболее древним из сохранившихся деревянных храмов Русского Севера.